# 아이슬란드 음반 협회
펠라그 흐뢰므플로투프라므레이드렌다(Félag hljómplötuframleiðenda, 이하 FHF)는 아이슬란드의 음반 제작사 권리를 대표하고 보호하는 무역 협회이다. 국제 음반 산업 협회(IFPI)의 아이슬란드 지부이기도 하다. FHF는 주간 《톤리스틴》 차트를 발행하는데, 이에는 싱글 차트인 《톤리스틴 – 뢰그》와 앨범 차트인 《톤리스틴 – 플뢰투르》가 포함된다. 또한 아이슬란드 내에서 음악 음반 인증 업무도 담당하고 있다.
FHF는 아이슬란드 교육문화부의 승인을 받은 기관인 삼반 플라티엔다 오그 흐뢰므플로투프라므레이드렌다(Samband flytjenda og hljómplötuframleiðenda, 이하 SFH)의 한 부서로 운영된다. SFH는 주로 음원 공연자에게 수익을 분배하는 역할을 담당하며, 아이슬란드 내에서 국제 표준 음반 코드(ISRC)의 등록 기관 역할도 수행한다.

## 음반 차트
FHF는 주간 톱 40 차트 두 개를 발행하는데, 싱글 차트인 《토운리스틴 – 뢰그》와 앨범 차트인 《토운리스틴 – 플뢰투르》가 그것이다. 싱글 차트는 라디오 방송국인 빌그얀(Bylgjan), FM957, 시드 977(Xið 977), 라스 2(Rás 2), K100의 방송 횟수와 스포티파이의 스트리밍 데이터를 기반으로 집계된다. 앨범 차트는 실물 음반 판매량과 스포티파이 스트리밍을 합산해 산정한다. 구체적인 차트 집계 방식은 공개되지 않으며, 차트 기록 보관소도 존재하지 않는다. 스트리밍 데이터는 레인저 차트(Ranger Charts)에서 제공한다.
또한 FHF는 2016년부터 연간 톱 100 차트도 발행하고 있다.

## 음반 인증
FHF는 앨범과 싱글 모두에 대해 음반 인증을 부여하며, 인증 기준은 앨범 또는 싱글의 발매일에 따라 달라진다.